# マリア・バカローヴァ
マリア・バカローヴァ（ブルガリア語: Мария Бакалова 、英語：Maria Bakalova）は、ブルガリアの女優、モデルである。2020年のモキュメンタリー映画『続・ボラット 栄光ナル国家だったカザフスタンのためのアメリカ貢ぎ物計画』により国際的に知られるようになり、ブルガリア人としては史上初めてアカデミー賞、ゴールデングローブ賞、全米映画俳優組合賞助演女優賞、クリティクス・チョイス・アワードなどにノミネートされた。

## 生い立ち
ブルガスで生まれる。6歳の頃から歌のレッスンとフルートの演奏を始めている。バカローヴァはブルガスの国立芸術学校で演劇を専攻した。さらにソフィアのクラスティオ・サラフォフ国立劇場映画芸術アカデミーで演劇を専攻し、2019年に卒業した。

## キャリア
2017年に女優としてのキャリアが始まり、『XII A』（2017年）、『Transgression』（2018年）、『Angels』（2018年）、『Kalinka』（2018年）、『The Father』（2019年）、『Last Call』（2020年）、『Women do cry』（2021年）といったブルガリア映画に出演した。
2020年のモキュメンタリー映画『続・ボラット 栄光ナル国家だったカザフスタンのためのアメリカ貢ぎ物計画』では架空のカザフスタン人記者のボラット・サグディエフの娘のトゥーター・サグディエフを演じた。当初はイリーナ・ノヴァクと発表されていたが、その後の報道でバカローヴァの関与が判明した。バカローヴァはブルガリア人俳優のジュリアン・コストフによって候補を探していたキャスティングディレクターのナンシー・ビショップに紹介されていた。
2020年11月、バカローヴァがクリエイティヴ・アーティスツ・エージェンシーと契約したことが報じられた。

## フィルモグラフィ

### 映画
| 年   | 題名                                                                                             | 役名                     | 備考                  |
| ---- | ------------------------------------------------------------------------------------------------ | ------------------------ | --------------------- |
| 2017 | XIIa                                                                                             | メレナ                   |                       |
| 2018 | Ангели                                                                                           | アンジェラ               |                       |
| 2018 | Трансгресия                                                                                      | ヤナ                     |                       |
| 2019 | По стечение на обстоятелствата                                                                   | タクシーの少女           |                       |
| 2019 | Dream Girl                                                                                       | ドリームガール           |                       |
| 2019 | Бащата                                                                                           | ヴァレンティナ           |                       |
| 2020 | Като за последно                                                                                 | アレクサンドラ           |                       |
| 2020 | 続・ボラット 栄光ナル国家だったカザフスタンのためのアメリカ貢ぎ物計画 Borat Subsequent Moviefilm | トゥーター・サグディエフ | 日本劇場未公開        |
| 2022 | ザ・バブル The Bubble                                                                            | アニカ                   | Netflixオリジナル映画 |
| 2022 | BODIES BODIES BODIES/ボディーズ・ボディーズ・ボディーズ Bodies Bodies Bodies                     | ビー                     | 日本劇場未公開        |
| 2023 | ガーディアンズ・オブ・ギャラクシー:VOLUME 3 Guardians of the Galaxy Vol. 3                       | コスモ                   | 声の出演              |
| 2024 | アプレンティス:ドナルド・トランプの創り方 The Apprentice                                         | イヴァナ・トランプ       |                       |

### テレビシリーズ
| 年   | 題名                                                                                                | 役名                       | 備考                                  |
| ---- | --------------------------------------------------------------------------------------------------- | -------------------------- | ------------------------------------- |
| 2015 | Типично                                                                                             | マリア                     | 計4話出演                             |
| 2022 | ガーディアンズ・オブ・ギャラクシー ホリデー・スペシャル The Guardians of the Galaxy Holiday Special | コスモ                     | 声の出演 Disney+配信 テレビスペシャル |
| 2024 | クリーチャー・コマンドーズ Creature Commandos                                                       | イラナ・ロストヴィッチ女王 | 声の出演                              |

## 受賞とノミネート
| 年   | 賞                                                 | 部門                                                | 候補作                                                                | 結果       |
| ---- | -------------------------------------------------- | --------------------------------------------------- | --------------------------------------------------------------------- | ---------- |
| 2018 | オルタナティブ映画祭                               | 女優賞                                              | Трансгресия                                                           | 受賞       |
| 2018 | クイーン・パーム国際映画祭                         | 女優賞                                              | Трансгресия                                                           | ノミネート |
| 2020 | EDA賞                                              | 助演女優賞                                          | 続・ボラット 栄光ナル国家だったカザフスタンのためのアメリカ貢ぎ物計画 | ノミネート |
| 2020 | EDA賞                                              | 大胆な演技賞                                        | 続・ボラット 栄光ナル国家だったカザフスタンのためのアメリカ貢ぎ物計画 | 受賞       |
| 2020 | ボストン・オンライン映画批評家協会                 | 助演女優賞                                          | 続・ボラット 栄光ナル国家だったカザフスタンのためのアメリカ貢ぎ物計画 | 受賞       |
| 2020 | シカゴ映画批評家協会                               | 助演女優賞                                          | 続・ボラット 栄光ナル国家だったカザフスタンのためのアメリカ貢ぎ物計画 | 受賞       |
| 2020 | シカゴ映画批評家協会                               | 有望俳優賞                                          | 続・ボラット 栄光ナル国家だったカザフスタンのためのアメリカ貢ぎ物計画 | ノミネート |
| 2020 | シカゴ・インディ批評家協会                         | 助演女優賞                                          | 続・ボラット 栄光ナル国家だったカザフスタンのためのアメリカ貢ぎ物計画 | 受賞       |
| 2020 | コロンバス映画批評家協会                           | 助演女優賞                                          | 続・ボラット 栄光ナル国家だったカザフスタンのためのアメリカ貢ぎ物計画 | ノミネート |
| 2020 | デンバー映画批評家協会                             | 助演女優賞                                          | 続・ボラット 栄光ナル国家だったカザフスタンのためのアメリカ貢ぎ物計画 | ノミネート |
| 2020 | フロリダ映画批評家協会                             | 助演女優賞                                          | 続・ボラット 栄光ナル国家だったカザフスタンのためのアメリカ貢ぎ物計画 | 受賞       |
| 2020 | フロリダ映画批評家協会                             | ブレイクアウト賞                                    | 続・ボラット 栄光ナル国家だったカザフスタンのためのアメリカ貢ぎ物計画 | 次点       |
| 2020 | ゴールデングローブ賞                               | 映画主演女優賞 (ミュージカル・コメディ部門)         | 続・ボラット 栄光ナル国家だったカザフスタンのためのアメリカ貢ぎ物計画 | ノミネート |
| 2020 | グレーター・ウェスタン・ニューヨーク映画批評家協会 | 助演女優賞                                          | 続・ボラット 栄光ナル国家だったカザフスタンのためのアメリカ貢ぎ物計画 | ノミネート |
| 2020 | ヒューストン映画批評家協会                         | 助演女優賞                                          | 続・ボラット 栄光ナル国家だったカザフスタンのためのアメリカ貢ぎ物計画 | 受賞       |
| 2020 | インディアナ映画ジャーナリスト協会                 | 助演女優賞                                          | 続・ボラット 栄光ナル国家だったカザフスタンのためのアメリカ貢ぎ物計画 | 受賞       |
| 2020 | インディアナ映画ジャーナリスト協会                 | ブレイクアウト賞                                    | 続・ボラット 栄光ナル国家だったカザフスタンのためのアメリカ貢ぎ物計画 | 受賞       |
| 2020 | カンザスシティ映画批評家協会                       | 助演女優賞                                          | 続・ボラット 栄光ナル国家だったカザフスタンのためのアメリカ貢ぎ物計画 | 次点       |
| 2020 | ロンドン映画批評家協会                             | 助演女優賞                                          | 続・ボラット 栄光ナル国家だったカザフスタンのためのアメリカ貢ぎ物計画 | 受賞       |
| 2020 | ミュージックシティ映画批評家協会                   | 助演女優賞                                          | 続・ボラット 栄光ナル国家だったカザフスタンのためのアメリカ貢ぎ物計画 | 受賞       |
| 2020 | 全米映画批評家協会                                 | 助演女優賞                                          | 続・ボラット 栄光ナル国家だったカザフスタンのためのアメリカ貢ぎ物計画 | 受賞       |
| 2020 | ニューヨーク映画批評家協会                         | 助演女優賞                                          | 続・ボラット 栄光ナル国家だったカザフスタンのためのアメリカ貢ぎ物計画 | 受賞       |
| 2020 | ニューヨーク映画批評家オンライン                   | ブレイクスルー俳優賞                                | 続・ボラット 栄光ナル国家だったカザフスタンのためのアメリカ貢ぎ物計画 | 受賞       |
| 2020 | ノースカロライナ映画批評家協会                     | 助演女優賞                                          | 続・ボラット 栄光ナル国家だったカザフスタンのためのアメリカ貢ぎ物計画 | ノミネート |
| 2020 | ノースダコタ映画批評家協会                         | 助演女優賞                                          | 続・ボラット 栄光ナル国家だったカザフスタンのためのアメリカ貢ぎ物計画 | 受賞       |
| 2020 | ノーステキサス映画批評家協会                       | 助演女優賞                                          | 続・ボラット 栄光ナル国家だったカザフスタンのためのアメリカ貢ぎ物計画 | ノミネート |
| 2020 | ノーステキサス映画批評家協会                       | 新人賞                                              | 続・ボラット 栄光ナル国家だったカザフスタンのためのアメリカ貢ぎ物計画 | ノミネート |
| 2020 | オンライン映画批評家協会                           | 助演女優賞                                          | 続・ボラット 栄光ナル国家だったカザフスタンのためのアメリカ貢ぎ物計画 | 受賞       |
| 2020 | フィラデルフィア映画批評家協会                     | 助演女優賞                                          | 続・ボラット 栄光ナル国家だったカザフスタンのためのアメリカ貢ぎ物計画 | 次点       |
| 2020 | サンディエゴ映画批評家協会                         | 助演女優賞                                          | 続・ボラット 栄光ナル国家だったカザフスタンのためのアメリカ貢ぎ物計画 | ノミネート |
| 2020 | サンディエゴ映画批評家協会                         | コメディ演技賞                                      | 続・ボラット 栄光ナル国家だったカザフスタンのためのアメリカ貢ぎ物計画 | 次点       |
| 2020 | サンディエゴ映画批評家協会                         | ブレイクスルーアーティスト賞                        | 続・ボラット 栄光ナル国家だったカザフスタンのためのアメリカ貢ぎ物計画 | ノミネート |
| 2020 | サンフランシスコ映画批評家協会                     | 助演女優賞                                          | 続・ボラット 栄光ナル国家だったカザフスタンのためのアメリカ貢ぎ物計画 | ノミネート |
| 2020 | サテライト賞                                       | 映画主演女優賞 (ミュージカル・コメディ部門)         | 続・ボラット 栄光ナル国家だったカザフスタンのためのアメリカ貢ぎ物計画 | 受賞       |
| 2020 | セントルイス映画批評家協会                         | 助演女優賞                                          | 続・ボラット 栄光ナル国家だったカザフスタンのためのアメリカ貢ぎ物計画 | 次点       |
| 2021 | アカデミー賞                                       | 助演女優賞                                          | 続・ボラット 栄光ナル国家だったカザフスタンのためのアメリカ貢ぎ物計画 | ノミネート |
| 2021 | AACTA賞                                            | 国際助演女優賞                                      | 続・ボラット 栄光ナル国家だったカザフスタンのためのアメリカ貢ぎ物計画 | ノミネート |
| 2021 | アトランタ映画批評家協会                           | 助演女優賞                                          | 続・ボラット 栄光ナル国家だったカザフスタンのためのアメリカ貢ぎ物計画 | 受賞       |
| 2021 | 英国アカデミー賞                                   | 助演女優賞                                          | 続・ボラット 栄光ナル国家だったカザフスタンのためのアメリカ貢ぎ物計画 | ノミネート |
| 2021 | クリティクス・チョイス・アワード                   | 助演女優賞                                          | 続・ボラット 栄光ナル国家だったカザフスタンのためのアメリカ貢ぎ物計画 | 受賞       |
| 2021 | ダラス・フォートワース映画批評家協会               | 助演女優賞                                          | 続・ボラット 栄光ナル国家だったカザフスタンのためのアメリカ貢ぎ物計画 | 4位        |
| 2021 | ドリアン賞                                         | 助演女優賞                                          | 続・ボラット 栄光ナル国家だったカザフスタンのためのアメリカ貢ぎ物計画 | ノミネート |
| 2021 | ゴールデンラズベリー賞                             | 最低スクリーンコンボ賞 (ルディ・ジュリアーニと共に) | 続・ボラット 栄光ナル国家だったカザフスタンのためのアメリカ貢ぎ物計画 | 受賞       |
| 2021 | フェニックス映画批評家協会                         | ブレイクスルー演技賞                                | 続・ボラット 栄光ナル国家だったカザフスタンのためのアメリカ貢ぎ物計画 | 受賞       |
| 2021 | 全米映画俳優組合賞                                 | 助演女優賞                                          | 続・ボラット 栄光ナル国家だったカザフスタンのためのアメリカ貢ぎ物計画 | ノミネート |
| 2021 | シアトル映画批評家協会                             | 助演女優賞                                          | 続・ボラット 栄光ナル国家だったカザフスタンのためのアメリカ貢ぎ物計画 | ノミネート |
| 2021 | トロント映画批評家協会                             | 助演女優賞                                          | 続・ボラット 栄光ナル国家だったカザフスタンのためのアメリカ貢ぎ物計画 | 受賞       |
| 2021 | ユタ映画批評家協会                                 | 助演女優賞                                          | 続・ボラット 栄光ナル国家だったカザフスタンのためのアメリカ貢ぎ物計画 | 受賞       |
| 2021 | バンクーバー映画批評家協会                         | 助演女優賞                                          | 続・ボラット 栄光ナル国家だったカザフスタンのためのアメリカ貢ぎ物計画 | ノミネート |
| 2021 | ワシントンD.C.映画批評家協会                       | 助演女優賞                                          | 続・ボラット 栄光ナル国家だったカザフスタンのためのアメリカ貢ぎ物計画 | ノミネート |